# دومیتیا لپیدا
دومیتیا لپیدا (انگلیسی: Domitia Lepida; – ۱ ژانویهٔ ۰۰۵۴) اهل روم باستان و  یک اشراف رومی از خانواده امپراتوری بود. او مادر والریا مسالینا همسر امپراتور کلودیوس بود.